# Ib Ibsen
Ib Pedersen Ibsen, född den 24 juni 1801 i västra Jylland, död den 12 maj 1862 i Köpenhamn, var en dansk anatom.
Ibsen undergick kirurgisk examen 1826, blev prosektor och konservator 1827 vid Det Kongelige Kirurgiske Akademi, lektor 1846 och professor i anatomi vid Köpenhamns universitet 1861. Under slesvig-holsteinska kriget 1848 tjänstgjorde han som förste kirurg vid depåsjukhuset i Augustenborg. Ibsen har uppmärksammats för sina injektions- och korrosionspreparat av inre organ, särskilt hans prepareringar av innerörat som bevarats i Anatomisk museum i Köpenhamn. Ibsens verk Undersøgelser over det inre Øres Anatomi utgavs 1882.

## Utmärkelser
- Riddare av Dannebrogorden,  1850[2]

[Redigera Wikidata]